# Municipio de Elk Fork
El municipio de Elk Fork (en inglés: Elk Fork Township) es un municipio ubicado en el condado de Pettis en el estado estadounidense de Misuri. En el año 2010 tenía una población de 419 habitantes y una densidad poblacional de 4,48 personas por km².

## Geografía
El municipio de Elk Fork se encuentra ubicado en las coordenadas 38°40′1″N 93°26′31″O / 38.66694, -93.44194. Según la Oficina del Censo de los Estados Unidos, el municipio tiene una superficie total de 93.6 km², de la cual 93,07 km² corresponden a tierra firme y (0,56 %) 0,52 km² es agua.

## Demografía
Según el censo de 2010, había 419 personas residiendo en el municipio de Elk Fork. La densidad de población era de 4,48 hab./km². De los 419 habitantes, el municipio de Elk Fork estaba compuesto por el 97,14 % blancos, el 0,72 % eran afroamericanos, el 0,95 % eran asiáticos y el 1,19 % eran de una mezcla de razas. Del total de la población el 1,43 % eran hispanos o latinos de cualquier raza.